# أمير حسين أرمان
أمير حسين أرمان (بالفارسية: امیرحسین آرمان) هو مغني وممثل إيراني، ولد في 5 نوفمبر 1982 في طهران في إيران.

## روابط خارجية
- أمير حسين أرمان على موقع IMDb (الإنجليزية)
- أمير حسين أرمان على موقع ميوزك برينز (الإنجليزية)
- أمير حسين أرمان على موقع قاعدة بيانات الفيلم (الإنجليزية)